# Amphisbaena lumbricalis
Amphisbaena lumbricalis este o specie de reptile din genul Amphisbaena, familia Amphisbaenidae, ordinul Squamata, descrisă de Vanzolini 1996. Conform Catalogue of Life specia Amphisbaena lumbricalis nu are subspecii cunoscute.